# Сенькино (Орехово-Зуевский район)
Се́нькино — деревня в Орехово-Зуевском муниципальном районе Московской области. Входит в состав сельского поселения Ильинское. Население — 80 чел. (2010).

## Расположение
Деревня Сенькино расположена в юго-западной части Орехово-Зуевского района, примерно в 39 км к югу от города Орехово-Зуево. Высота над уровнем моря 128 м.

## История
В 1926 году деревня входила в Старовский сельсовет Ильинской волости Егорьевского уезда Московской губернии.
До 2006 года Сенькино входило в состав Ильинского сельского округа Орехово-Зуевского района.

## Население
В 1926 году в деревне проживало 742 человека (316 мужчин, 426 женщин), насчитывалось 163 хозяйства, из которых 155 было крестьянских. По переписи 2002 года — 106 человек (47 мужчин, 59 женщин).
| 1926 | 2002 | 2006 | 2010 |
| ---- | ---- | ---- | ---- |
| 742  | ↘106 | ↗109 | ↘80  |